# Adrenaline (음반)
| 전문가 평가       | 전문가 평가 |
| 평가 점수         | 평가 점수   |
| 출처              | 점수        |
| ----------------- | ----------- |
| AllMusic          | [ 1 ]       |
| Drowned in Sound  | 8/10        |
| Los Angeles Times | [ 3 ]       |

《Adrenaline》은 1995년 10월 3일, 매버릭 레코드가 발매한 미국의 얼터너티브 메탈 밴드 데프톤스의 데뷔 스튜디오 음반이다. 이 음반의 대부분은 테리 데이트가 프로듀싱했고, 〈Fist〉라는 제목의 히든 트랙은 로스 로빈슨이 프로듀싱했다.

## 배경 및 녹음
스티븐 카펜터, 에이브 커닝엄, 치노 모레노는 고등학교 친구였다. 세 사람 모두 새크라멘토의 C. K. 맥클래치 고등학교에 함께 다녔고, 도시의 스케이트보드 현장에 참여했다. 카펜터는 헤비 메탈의 팬이었고, 모레노는 배드 브레인스와 같은 하드코어 펑크 밴드뿐만 아니라 디페쉬 모드와 더 큐어 같은 뉴 웨이브 밴드에도 관심이 있었다. 모레노는 카펜터가 기타리스트라는 것을 알았을 때, 드럼을 연주하는 커닝엄과 함께 잼 세션을 준비했다. 트리오는 1988년 카펜터의 차고에서 정기적으로 연주하기 시작했다. 얼마 후 그들은 베이시스트 도미닉 가르시아를 영입했고, 밴드는 포피스가 되었다. 커닝엄이 데프톤스를 떠나 새크라멘토 출신의 다른 밴드 팔루시에 합류했을 때, 가르시아는 악기를 바꿔 밴드의 드러머가 되었다. 치 쳉은 베이시스트로서 공백을 메웠고, 밴드는 곧 4트랙 데모를 녹음했다.
이 녹음에 대해, 드러머 에이브 커닝엄은 "그때 우리는 첫 번째 음반을 만들었는데, 그것은 내가 정말 좋아하고 좋다고 생각하는 것이다. 우리는 꽤 오랫동안 그 노래들을 연주해왔고, 우리는 단지 음반을 만드는 것이 너무 행복해서 노래를 더 좋게 만드는 것에 대해 많은 생각을 하지 않았다"고 말했다. 프론트맨 치노 모레노는 《Adrenaline》이 "정말 빠르게" 녹음되었다고 느꼈고, 그는 핸드헬드 슈어 SM58 마이크를 사용하여 밴드와 함께 모든 보컬을 라이브로 공연했다.

## 상업적 성과
이 음반이 처음에는 성공하지 못했지만, 광범위한 투어와 입소문 프로모션은 이 밴드를 헌신적인 팬 층으로 만들었고 《Adrenaline》이 220,000장 이상을 팔도록 도왔다. 베이시스트 치 쳉은 음반의 성공을 무엇 때문이라고 생각하느냐고 묻자 "한 마디로 인내심입니다. 우리는 거의 8년 동안 함께 해왔고, 2년 동안 길에서 함께 해왔고, 정직하고 성실하게 해냈습니다. 그리고 아이들이 알 수 있습니다." 이 음반은 1999년 7월 7일, 미국 음반 산업 협회에 의해 50만 장의 판매량을 인정받아 골드 인증을 받았다. 2008년 9월 23일, 플래티넘 인증을 받았다.

## 곡 목록
모든 곡들은 데프톤스에 의해 작사/작곡하였다.
| #   | 제목                 | 재생 시간 |
| --- | -------------------- | --------- |
| 1.  | 〈Bored〉            | 4:06      |
| 2.  | 〈Minus Blindfold〉  | 4:04      |
| 3.  | 〈One Weak〉         | 4:29      |
| 4.  | 〈Nosebleed〉        | 4:26      |
| 5.  | 〈Lifter〉           | 4:43      |
| 6.  | 〈Root〉             | 3:41      |
| 7.  | 〈7 Words〉          | 3:44      |
| 8.  | 〈Birthmark〉        | 4:18      |
| 9.  | 〈Engine No. 9〉     | 3:25      |
| 10. | 〈Fireal〉           | 6:35      |
| 11. | 〈Fist〉 (히든 트랙) | 3:35      |

## 인증
| 국가                       | 인증     | 판매량/출하량 |
| -------------------------- | -------- | ------------- |
| 영국 (BPI)                 | 골드     | 100,000^      |
| 미국 (RIAA)                | 플래티넘 | 1,000,000^    |
| ^출하량을 기반으로 한 인증 |          |               |